# TMPRSS2
TMPRSS2 (영어: transmembrane protease serine subtype 2)는 2형 막관통 세린 프로테아제에 속하는 효소다.

## 구조
TMPRSS2에는 다음과 같은 단백질 도메인들이 포함되어 있다.
- 2형 막관통 도메인
- 칼슘과 결합할 수 있는 A형 수용체 도메인
- 다른 세포 외피나 분자와 결합할 때 쓰이는 시스테인이 풍부한 A그룹 청소수용체
- 아마도 아르기닌이나 라이신잔기에서 단백질을 분리하는 프로테아제 도메인[6]

## 기능
세린 프로테아제는 여러 생리학적·병리학적 프로세스와 관련이 있다. 밝혀진 바에 의하면 TMPRSS2 유전자의 발현은 전립선암세포의 안드로겐에 의해 상향조절되고 안드로겐의 영향을 받지 않는 전립선암조직에서는 하향조절된다.
TMPRSS2 유전자는 21번 염색체에 위치해 있는데 다운 증후군과의 관계는 밝혀진 바가 없다.

## 바이러스가 세포에 침입할 때의 역할
트립신, 푸린 (Furin) 및 여러 다른 전구단백질 전환효소, 카텝신, TMPRSS와 엘라스타제는 코로나바이러스가 세포 내로 침입할 때 수행하는 역할이 있다. 특히 호흡계통에 있는 세포의 외피에서 더 자주 볼 수 있는 프로테아제인 TMPRSS2와 TMPRSS11a는 SARS-CoV가 세포 속으로 들어가는 것을 도우며, human airway trypsin-like protease (HAT)로도 알려진 TMPRSS11d는 SARS-CoV의 돌기단백질을 단백질분해과정을 통해 활성화시키는 역할을 한다는 것이 밝혀졌다. TMPRSS2와 TMPRSS11d는 ACE2 수용체와의 배위 결합을 통해 바이러스의 침입을 더 용이하게 만들고 돌기단백질을 S1와 S2 서브유닛으로 분해하여 엔도솜의 유무와는 별개로 세포 내로의 침입을 가능케 한다. 치료 방법으로는 바이러스의 돌기단백질에 달라붙는 단클론항체와 항바이러스 펩타이드, 핵산합성 억제제 및 다른 바이러스 구조와 부속단백질에 도킹하는 억제제의 사용 등이 있다. 카모스타트는 합성 저분자 세린 프로테아제 억제제로 부작용이 별로 없는 만성 췌장염 치료제로 쓰인다.
소의 허파에서 정제한 폴리펩타이드인 아프로티닌 (Aprotinin)은 58개의 아미노산 잔기로 구성되어 있고, 세린 프로테아제를 억제하며 인플루엔자 바이러스 외피의 헤마글루티닌이 분해되는 것을 억제하여 바이러스의 복제를 막는다. 카모스타트는 암, 췌장염과 간경변 치료에 사용되는데 인간 호흡상피에 10 mg/mL 농도의 카모스타트를 사용하면 H1N1 역가가 바이러스 균주 A/PR/8/34에서 크게 낮아진다. 다른 연구에 따르면 카모스타트는 Calu3 세포 (인간 폐암세포의 일종)의 SARS-CoV 역가를 1/10로 줄여준다는 결과가 보고되었다. 10 μM의 카모스타트 농도에서는 MERS-CoV의 베로세포 침입이 14배가 낮아졌고, MERS-CoV 감염 사흘 뒤에 100 μM의 카모스타트를 주입한 결과 Calu3 세포의 바이러스 RNA가 270배 줄어들었다. 세린 프로테아제 억제제의 하나인 나파모스타트는 MERS-CoV의 생체외 감염을 TMPRSS2 활동의 억제를 통해 차단하고 1 nM 농도에서 바이러스 침입을 99% 낮추며 이는 카모스타트보다 더 효과적인 결과이다. 진해제의 구성 물질 중 하나로 쥐 실험에서 췌장암의 전이를 막아주는 브롬헥신-하이드로클로라이드 역시 TMPRSS2의 억제제로 인플루엔자나 코로나바이러스 감염병의 치료에 활용될 수 있는 여지가 있다.
다른 미국 식품의약국에서 허가가 나온 4-(2-Aminoethyl)benzolsulfonylfluorid-Hydrochlorid나 류펩틴 같은 세린 프로테아제 억제제는 서로 다른 항바이러스 효과를 보인다. 트립신 억제제의 하나인 오보뮤코이드 (Ovomucoid)는 50 µM 농도에서 H1N1 (균주 A/Memphis/14/96)의 확산을 아프로티닌보다 더 효과적으로 억제한다.
3-Amidinophenylalanyl 유도체들은 나노몰라 차원의 농도에서 TMPRSS2를 억제할 가능성이 있을 수 있다. 세가지 벤즈아미딘 유도체들은 펩타이드 모방체로 H1N1 균주 A/Memphis/14/96와 A/Hamburg/5/2009에 의해 TMPRSS2 내지는 HAT가 발현된 세포가 감염되는 것을 각기 다르게 억제하는 효과를 보인 바가 있다.
TMPRSS2 유전자가 비활성화된 쥐들은 면역 자극제인 Poly I:C를 통한 비강 자극에 대해 약화된 케모카인 및 사이토카인 반응을 보이고 이는 면역계에 영향을 끼쳤으며, 쥐들은 몸무게가 빠지고 폐의 바이러스 활동이 위축되었다. 따라서 TMPRSS2는 SARS-CoV와 MERS-CoV가 쥐의 호흡기에서 확산하는데 면역병리학적으로 중요한 역할을 한다고 할 수 있다.

### SARS-CoV-2
독일 영장류 센터의 마르쿠스 호프만 (Markus Hoffmann)과 한나 클라이네-베버 (Hannah Kleine-Weber)가 다른 연구자들과 같이 발표한 연구 내용에 따르면 SARS-CoV-2 역시 폐 세포에 침입하기 위해서는 ACE2 수용체와 돌기단백질을 분해하는 TMPRSS2를 필요로 한다. 이들에 의하면 TMPRSS2 억제제인 카모스타트는 생체외에서 SARS-CoV-2의 침입 확률을 확실히 낮추는 효과가 있으므로 코로나바이러스감염증-19 치료에 효과가 있을 수도 있다는 추측을 같이 내놓았다.